# Leistus spinibarbis
Leistus spinibarbis là một loài bọ cánh cứng thuộc họ Carabidae đặc hữu của châu Âu, Cận Đông và Bắc Phi. Ở châu Âu, nó được tìm thấy ở Albania, Áo, Bỉ, Bosna và Hercegovina, Quần đảo Anh, Bulgaria, Corse, Kríti, Croatia, Cyclades, Síp, Dodecanese, Đông Thrace, chính quốc Pháp, Đức, mainland Hy Lạp, Hungary, chính quốc Ý, Liechtenstein, Luxembourg, Cộng hòa Macedonia, Ba Lan, Chính quốc Bồ Đào Nha, miền nam Nga, Sardegna, Sicilia, Slovenia, Chính quốc Tây Ban Nha, Thụy Sĩ, Hà Lan, Ukraina và Nam Tư.

## Hình ảnh

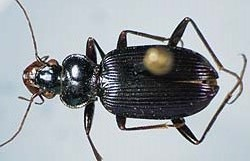